# Pape Ousmane Sakho
Pape Ousmane Sakho (Rufisque, 21 dicembre 1996) è un calciatore senegalese, attaccante del Raja Casablanca e della nazionale senegalese.

## Carriera

### Club

#### Diambars
Nel 2017 finisce la sua carriera al Diambars.

#### Teungueth
Il 7 ottobre 2020 inizia a giocare al Teungueth, fino al 14 agosto 2021; realizzò 10 presenze e un gol.

#### Simba
Il 14 agosto 2021 firma un contratto al Simba, fino al 30 giugno 2024; al momento ha realizzato 18 presenze e due gol.

### Nazionale
Il 17 giugno 2023 esordisce con la nazionale senegalese, era la partita Benin-Senegal, che finì 1-1.